# Ferdinand van den Eynde
Ferdinand van den Eynde, né au début du XVIIe siècle à Anvers et mort en 1630 à Rome, est un collectionneur et marchand d'art flamand. Ferdinand fait partie de la famille van den Eynde et est frère du riche banquier et marchand Jan van den Eynde. Il ne faut pas le confondre avec le fils de ce dernier, Ferdinand. La collection de Ferdinand comprend des peintures de Pieter van Laer, Paul Bril, Pierre Paul Rubens et Jan Miel,. Ferdinand van den Eynde est aussi connu pour être l'objet de la Tombe de Ferdinand van den Eynde, de François Duquesnoy.

## Biographie

### Jeunesse
Van den Eynde naît à Anvers, dans une riche famille d'artistes et de marchands. Les Van den Eynde étaient liés par le sang et le mariage à plusieurs artistes néerlandais de premier plan, dont Brueghel, Hans de Jode (it), Lucas et Cornelis de Wael,. Lucas et Cornelis de Wael sont les neveux de Ferdinand,. Ferdinand van den Eynde est marié à Susanna de Jode, tante de Jan Brueghel,,.

### Déménagement en Italie
Au début du XVIIe siècle (peut-être en 1612), Van den Eynde déménage en Italie, probablement seul. Il s'installe d'abord à Venise, où il serait actif entre 1612 et 1617. À Venise, il vit probablement avec ses neveux Lucas et Cornelis de Wael,.
Il aurait déménagé à Gênes en 1619, avant de s'installer finalement dans le Sud de l'Italie. Ferdinand est un résident de Naples jusqu'en 1626, après quoi il s'installe à Rome.
Il y réside pour le reste de sa vie, mourant prématurément à Rome en 1630. Van den Eynde fait partie de la communauté néerlandaise des expatriés à Rome,.
Deux jours avant sa mort, Van den Eynde fait son testament, léguant sa collection d'art à son frère Jan, qui est entre-temps venu en Italie et s'est installé à Naples,.
Ferdinand van den Eynde est enterré dans l'église de Santa Maria dell'Anima à Rome. Son neveu Cornelis de Wael est enterré à côté de lui,.

## Épitaphe
La tombe de Van den Eynde est commandée à François Duquesnoy. L'œuvre de Duquesnoy, située dans l'église Santa Maria dell'Anima à Rome, est saluée par les contemporains de Duquesnoy et reste très appréciée aujourd'hui, notamment pour ses putti,.